# Tulfes
Tulfes is een gemeente in het district Innsbruck Land van de Oostenrijkse deelstaat Tirol.
- Inwoneraantal: 1366 (2003)
- Oppervlakte: 27,7 km²
- Ligging: 923 m boven zeeniveau

Tulfes ligt op een middelgebergteterras op zes kilometer afstand van Hall in Tirol en twaalf kilometer afstand van Innsbruck, aan de voet van de 2677 meter hoge Glungezer. De gemeente bestaat naast de gelijknamige hoofdkern ook nog uit de kernen Tulferberg en Vorderwald. Het gemeentegebied reikt vanaf het Inndal over het middelgebergte tot in het achterste deel van het Voldertal. Het dorp leeft zowel van de landbouw als van het toerisme. Toeristen komen met name af op het skigebied op de Glungezer. Verder is het dorp een geliefd woondorp vanwege de nabije ligging ten opzichte van Innsbruck.

## Geschiedenis
Vondsten uit de eerste eeuw v.Chr. tonen aan dat de eerste bewoners van het gebied van Illyrische afkomst waren. De naam van het dorp stamt af van het Latijnse tellevo, wat zoiets als vruchtbare grond betekent.